# Pimpla bicolor
Pimpla bicolor är en stekelart som beskrevs av Gaspard Auguste Brullé 1846. Pimpla bicolor ingår i släktet Pimpla och familjen brokparasitsteklar. Inga underarter finns listade i Catalogue of Life.